# Henri Hervieu
Pour les articles homonymes, voir Hervieu.
Henri Hervieu est un haut fonctionnaire, historien et homme politique français né le 22 janvier 1852 à Paris et décédé le 20 février 1928 à Amiens.

## Biographie
Élève de l'École des chartes, il y obtient le diplôme d'archiviste paléographe en 1873 grâce à une thèse sur les États généraux. Il est sous-préfet à Abbeville, puis à Avallon, avant d'être député de l'Yonne de 1887 à 1889 et de 1890 à 1893, siégeant au groupe de la Gauche radicale.
Il est aussi l'auteur de travaux historiques sur les États généraux[réf. souhaitée].